# Antonov An-72
Antonov An-72 (Tên hiệu NATO Coaler) là một Máy bay vận tải được phát triển tại Liên Xô cũ. Nó được thiết kế như một máy bay vận tải cất hạ cánh đường băng ngắn và được dự định để thay thế loại Antonov An-26, nhưng các biến thể của nó lại thành công với tư cách máy bay vận tải thương mại.

## Thiết kế và phát triển

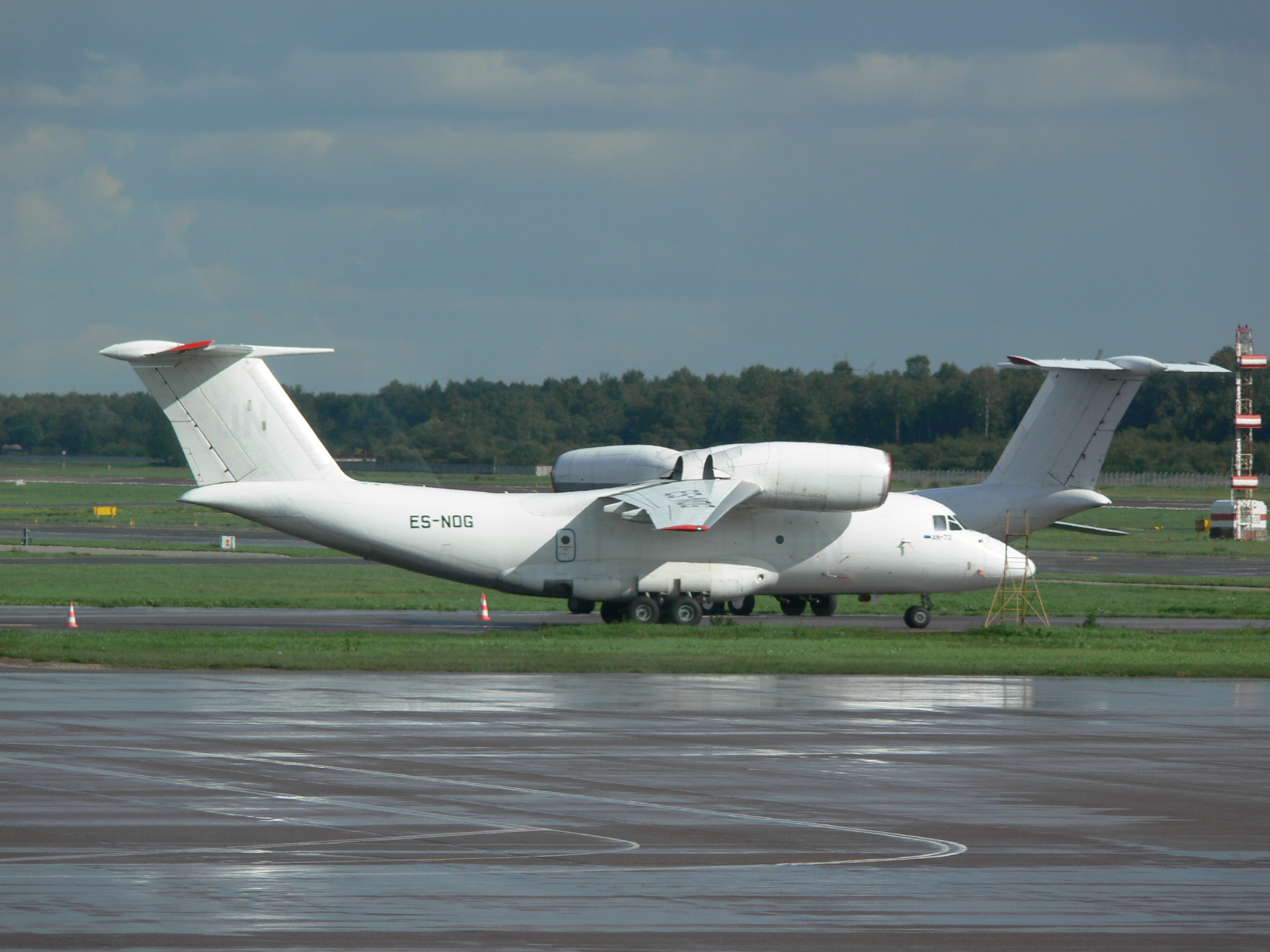
An-72 tại Sân bay Tallinn

An-72 cất cánh lần đầu ngày 22 tháng 12 năm 1977. Được sản xuất sau An-72 là chiếc Antonov An-74 biến thể với khả năng hoạt động trong thời tiết xấu tại các vùng cực. Những phiên bản An-72 khác gồm An-72S chở VIP và An-72P máy bay tuần tra trên biển.
Một đặc tính thiết kế ít thấy của An-72 và An-74 là việc sử dụng hiệu ứng Coandă để tăng cường khả năng cất hạ cánh trên đường băng ngắn, sử dụng khí thoát khỏi động cơ để thổi mặt trên cánh làm tăng khả năng cất cánh. Chuyến bay đầu tiên được thực hiện ngày 31 tháng 8 năm 1977, nhưng chỉ tới thập niên 1980 công việc chế tạo mới bắt đầu. Máy bay này sử dụng động cơ ZMKB Progress D36.
An-72 giống với một loại máy bay trước đó, chiếc máy bay thực nghiệm YC-14 của Boeing. Boeing có thể coi An-72 là một sự lựa chọn cạnh tranh với chương trình Máy bay vận tải chung (JCA) đang bị đình chỉ cho Quân đội Hoa Kỳ. Nếu Boeing đề xuất, An-72 sẽ trở thành chiếc máy bay dùng động cơ tuốc bin cánh quạt duy nhất tham gia cuộc cạnh tranh.
An-72 thường được người Nga gọi là cheburashka vì cửa hút gió động cơ to lớn của nó được đặt gần thân, giống với Cheburashka, một nhân vật hoạt hình Nga nổi tiếng.
An-74 được công bố vào tháng 2-1984, còn An-72P vào năm 1992. Việc sản xuất An-74 bắt đầu bởi công ty Polyot Industrial Association tại Omsk, Nga vào năm 1993 (với sự tham gia của Progress at Arsenyev); máy bay đầu tiên của Polyot (RA-74050) bay vào ngày 25 tháng 12 năm 1993. Việc phát triển An-74-200 và An-74TK-200 được Antonov bắt đầu vào năm 1995; An-74TK được Cục đăng kiểm hàng không công nhận (hiện nay là Ủy ban hàng không các tiểu bang) vào tháng 2 năm 1991.

## Hãng điều hành dân dụng
Tháng 8 năm 2006 tổng cộng 51 chiếc Antonov An-72 và Antonov An-74 đang hoạt động dịch vụ hàng không. Các hãng điều hành chính gồm Badr Airlines (3), Air Armenia (3), Enimex (5), Gazpromavia (12), và Shar Ink (8). Khoảng 17 hãng khác sở hữu số lượng nhỏ hơn.

## Thông số kỹ thuật (An-72P)

### Đặc điểm riêng
- Phi đoàn: 3
- Sức chứa: 32-68 hành khách
- Chiều dài: 26.58 m (87 ft 2 in)
- Sải cánh: 25.83 m (84 ft 9 in)
- Chiều cao: 8.24 m (27 ft 0 in)
- Diện tích cánh: 98.62 m² (1.062 ft²)
- Trọng lượng rỗng: 7.500 kg (16.500 lb)
- Trọng lượng cất cánh: 19.050 kg (42.000 lb)
- Trọng lượng cất cánh tối đa: 33.000 kg (72.750 lb)
- Động cơ: 2× động cơ phản lực cánh quạt ép Lotarev D-36, 63.7 kN (14.300 lbf) mỗi chiếc

### Hiệu suất bay
- Vận tốc cực đại: 705 km/h (380 knots, 440 mph)
- Vận tốc hành trình: 600 km/h (320 knots, 370 mph) trên 10.000 m (33.000 ft)
- Tầm bay: 4.800 km (2.590 mi)
- Trần bay: 11.800 m (38.700 ft)
- Vận tốc lên cao: n/a
- Lực nâng của cánh: n/a
- Lực đẩy/trọng lượng: n/a

### Vũ khí
- Súng: 1× 23 mm (0.905 in)
- Tên lửa: 1× bệ phóng rocket UB-23M dưới mỗi cánh
- Bom: 4× 100 kg (220 lb) bên trong

## Chủ đề liên quan

### Máy bay có cùng sự phát triển
- Antonov An-71
- Antonov An-74

### Máy bay có tính năng tương đương
- Boeing YC-14

### Trình tự thiết kế
An-38 - An-70 - An-71 - An-72 - An-74 - An-88 - An-124